# Pleasant Hill (Teksas)
Pleasant Hill je naseljeno mjesto za statističke potrebe u američkoj saveznoj državi Teksas. Prema popisu stanovništva iz 2010. u njemu je živjelo 522 stanovnika.